# Vostotjnoevropejskaja ovtjarka
Vostotjnoevropejskaja ovtjarka (Восточноевропейская овчарка; Östeuropeisk vallhund) är en hundras från Ryssland. Den utvecklades under 1920-talet. Dess ursprung är den tyska schäferhunden, men vostochno-evropeiskaya ovcharka är större, mer muskulös och har tjockare, tätare päls som anpassning till hårdare förhållanden. Rasen är nationellt erkänd av den ryska kennelklubben Rossijskaja Kinologitjeskaja Federatsija (RKF) och från 1 januari 2017 även av Nordisk Kennel Union (NKU) och Svenska Kennelklubben (SKK).